# Primark

Internationales Logo, genutzt in Deutschland bis 2023

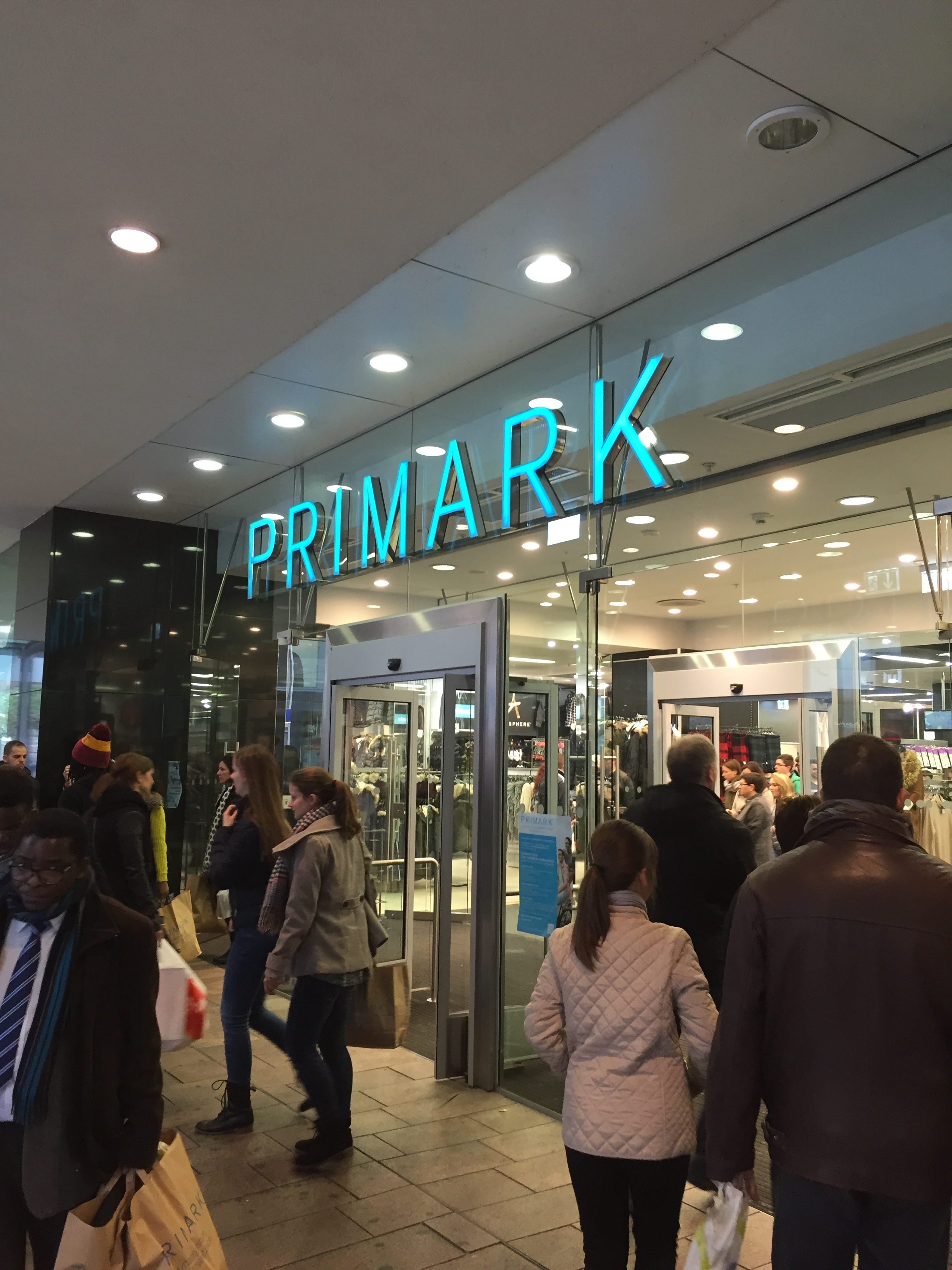
Primark-Filiale in Saarbrücken

Primark [ˈpraɪmɑ:k] ist ein international tätiger Textil-Discounter mit Hauptsitz in Dublin in der Republik Irland.
In Primark-Filialen, die in der Regel mehrere Tausend Quadratmeter Verkaufsfläche bieten, werden Textilien, Schuhe und Accessoires für Damen, Herren und Kinder sowie Artikel für den Wohnbedarf und Kosmetik zu sehr niedrigen Preisen verkauft. Die weltweit größte Filiale mit einer Verkaufsfläche mit rund 14.400 m² befindet sich im englischen Manchester und erstreckt sich über drei Stockwerke. In Deutschland ist Primark über die in Essen ansässige Primark Mode Ltd. & Co. KG vertreten. Die größte deutsche Filiale mit rund 8.300 m² auf vier Etagen befindet sich in Köln. Primark Pavilions, die Primark-Filiale in Birmingham, hat eine Ladenfläche von 14.761 m²; damit ist sie das größte Modegeschäft der Welt.
Das 1969 gegründete Unternehmen ist neben Irland und Großbritannien (seit 1973) in Spanien (seit 2006), den Niederlanden (seit 2008), Portugal (seit 2009), Deutschland (seit 2009), Belgien (seit 2009), Österreich (seit 2012), Frankreich (seit 2013), den Vereinigten Staaten (seit 2015), Italien (seit 2016), Slowenien (seit 2019) und Tschechien aktiv und verfügt über mehr als 400 Filialen (Stand 2022) mit über 70.000 Mitarbeitern. In der Republik Irland firmieren alle Filialen seit jeher unter dem Namen Penneys. Primark ist seit der Gründung ein Tochterunternehmen des britischen Lebensmittelkonzerns Associated British Foods (ABF). Von 2008 bis 2014 hat sich der Gesamtumsatz von Primark mehr als verdoppelt, während der Gewinn auf das dreieinhalbfache gestiegen ist.
Das Unternehmen steht aufgrund seiner besonders niedrigen Preise unter anderem mit Bezug auf die Arbeits-, Lohn- und Produktionsbedingungen in Billiglohnländern, Schadstoffbelastungen in der angebotenen Ware sowie der mangelnden Nachhaltigkeit der angebotenen Textilien international in der Kritik.

## Geschichte
Ende der 1960er Jahre war der gebürtige Kanadier und Gründer der Associated British Foods, W. Garfield Weston, auf den nach London ausgewanderten irischen Krawattenverkäufer und Handelsmanager Arthur Ryan aufmerksam geworden. Weston beauftragte Ryan mit 50.000 Pfund in Irland eine Discounter-Kette aufzubauen. Im Juni 1969 eröffnete Ryan unter dem Namen Penneys seinen ersten Laden in der Dubliner Mary Street. Das Ladengeschäft existiert bis heute, und im selben Gebäude sitzt der Vorstand der Primark-Gruppe. Innerhalb eines Jahres wurden weitere Filialen im Großraum Dublin eröffnet, ehe 1971 die erste Filiale außerhalb Dublins in Cork City eröffnet wurde. Bereits in den frühen 1970er Jahren verlegte das Unternehmen die Produktion in asiatische Billiglohnländer.
Im Jahr 1974 erfolgten Eröffnungen der ersten britischen Geschäfte in Einkaufsstraßen in Derby und Bristol. Weil für den britischen Markt Namensrechtsverletzungen mit der US-amerikanischen Warenhauskette J. C. Penney im Raum standen, wurde der Name für Großbritannien kurzerhand in Primark geändert. 1984 fand mit dem Kauf fünf irischer Woolworth-Filialen die erste Mehrfachübernahme statt. Nachdem sich 1992 die Firma BHS (British Home Stores) aus Irland zurückgezogen hatte, wurde ein bedeutender Flagshipstore in der O’Connell Street in Dublin erworben. Als sich im Jahr 2000 die Firma C&A aus Großbritannien zurückzog, erwarb Primark elf der Filialen. Im Mai 2006 eröffnete Primark in Madrid die erste Filiale außerhalb von Irland und Großbritannien. Seit Ende 2008 ist Primark auch in den Niederlanden vertreten und 2009 folgte die erste Filiale in Deutschland. Ebenfalls 2009 wurden die ersten Filialen in Portugal und Belgien eröffnet. Die erste Filiale in Österreich folgte im September 2012 in Innsbruck. Vier weitere Filialen befinden sich in Gerasdorf bei Wien, Pasching, Seiersberg und in Vösendorf. Seit Dezember 2013 ist Primark auch in Frankreich vertreten. Im September 2015 wurde die erste Filiale außerhalb Europas in Boston eröffnet. Die erste Filiale in Italien folgte im April 2016 in Mailand, 2019 eröffnete die erste Filiale in Slowenien und 2020 der erste Primark in Polen. Ein Onlineshop ist nicht geplant.
Konzept des Unternehmens ist es, besonders preisgünstige und modische Textilien anzubieten. Primark investiert viel in die Optimierung der Wertschöpfungskette zur Senkung der Kosten und wenig in Werbung. Es werden keine wechselnden Kollektionen angeboten und keine Schlussverkäufe veranstaltet. Das Unternehmen versucht zudem den Verwaltungsaufwand über flache Hierarchien gering zu halten. Das Unternehmen selbst spricht von „intelligentem Technologieeinsatz, effizientem Vertrieb sowie Groß- und Vorratseinkauf“. Alle von Primark angebotenen Waren werden, zum Teil unter eigenen Handelsnamen, für Primark produziert; das Unternehmen führt keine Marken anderer Hersteller. Primark ist es – im Vergleich zu beispielsweise in Deutschland ansässigen Mode-Discountern wie NKD oder KiK – gelungen, mit niedrigen Preisen und modischen Artikeln gerade die junge Zielgruppe für sich zu gewinnen. Dieser Umstand spiegelt sich bei Neueröffnungen von Primark-Filialen mitunter in immensem Andrang durch Kunden (wie auch Gegnern des Konzerns, siehe Abschnitt Kritik) wider.
Primark-Vorstandsvorsitzender war bis 2009 der Firmengründer Arthur Ryan. Seither führt der Brite Paul Marchant die Geschäfte. Primark ist nach wie vor ein Tochterunternehmen der Associated British Foods (ABF) und wird letzten Endes von dem britischen Zweig der Nachkommen von W. Garfield Weston über Wittington Investments kontrolliert. Wittington Investments Limited besitzt 54,5 % der Anteile an ABF und gehört selbst zu 79,2 % der 1958 von W. Garfield Weston ins Leben gerufenen, gemeinnützigen Stiftung Garfield Weston Foundation sowie zu 20,8 % der Weston-Familie. Primark ist mit 6,7 Milliarden Euro Jahresumsatz (2014) die umsatzstärkste Tochter von ABF.

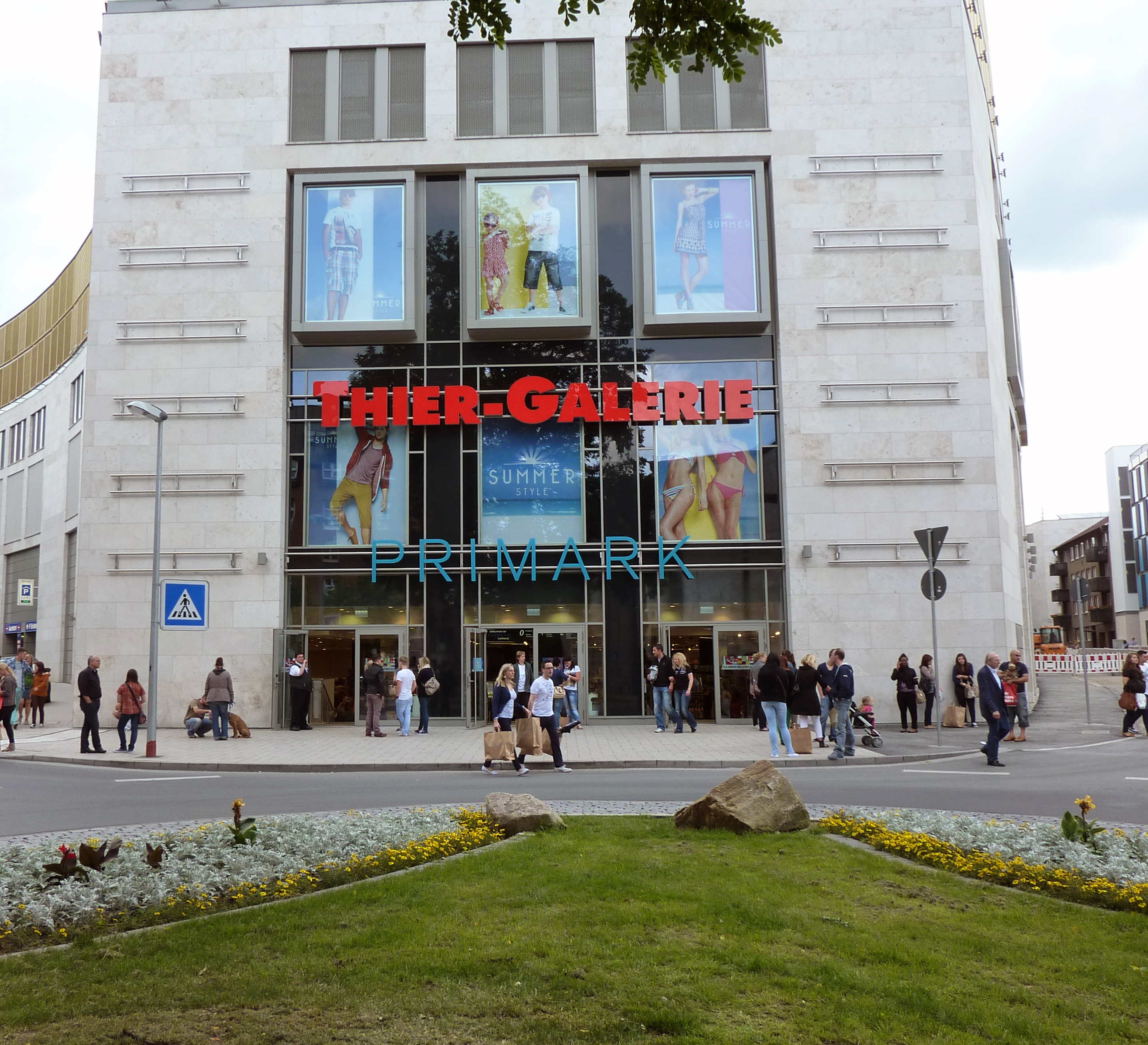
Primark-Filiale in Dortmund (Thier-Galerie)

| Land                   | Filialen |
| ---------------------- | -------- |
| Vereinigtes Königreich | 191      |
| Spanien                | 56       |
| Irland                 | 36       |
| Deutschland            | 33       |
| Frankreich             | 23       |
| Vereinigte Staaten     | 22       |
| Niederlande            | 20       |
| Italien                | 15       |
| Portugal               | 10       |
| Belgien                | 8        |
| Österreich             | 5        |
| Polen                  | 4        |
| Tschechien             | 2        |
| Rumänien               | 1        |
| Slowenien              | 1        |
| Insgesamt              | 427      |
| Stand: 1. März 2023    |          |

## Primark in Deutschland
Die erste Filiale in Deutschland wurde im Mai 2009 in Bremen eröffnet, gefolgt vom zweiten deutschen Standort in Frankfurt am Main im November 2009. Sitz der 2010 gegründeten Primark Deutschland GmbH ist Essen.
Mit Stand 2024 ist Primark in Deutschland mit 29 Filialen in 25 Städten vertreten. Eine Filiale in Berlin sowie Standorte in Weiterstadt und Gelsenkirchen wurden 2023 geschlossen.
In fünf Geschäften gibt es einen Betriebsrat. Deutschlandweit beschäftigt Primark 6.300 Mitarbeiter. Im Unternehmen gilt seit 1. Mai 2016 ein Übergangstarifvertrag. Seit 1. Mai 2017 gilt der Lohn- und Gehaltstarifvertrag der einzelnen Bundesländer. Der Manteltarifvertrag gilt voll umfänglich ab 1. Mai 2018. Die Niederlassungen in Deutschland, Österreich, den Niederlanden und Belgien werden von einem Lager in Mönchengladbach beliefert. Von 2010 bis 2020 war Wolfgang Krogmann Director General für Deutschland/Österreich. Im Dezember 2020 wurde Christiane Wiggers-Voellm Nachfolgerin Krogmanns.

## Kritik

### Produktionsbedingungen
Hubertus Thiermeyer, Bereichsleiter Handel der Vereinten Dienstleistungsgewerkschaft in Bayern, kritisierte die Käufer, die wissen sollten, dass den Preis für ein Zwei-Euro-T-Shirt ein anderer bezahlen müsse. Björn Weber, Leiter der Deutschland-Niederlassung des Handelsforschungsunternehmens Planet Retail, bemängelte die katastrophalen Arbeitsbedingungen in der Textilindustrie in Bangladesch: Die Näherinnen müssten an sieben Wochentagen jeweils zwölf Stunden arbeiten. Kritiker bemängeln zudem, dass Primark durch niedrige Preise Kleidung zu „Wegwerfartikeln“ degradiere. Das Unternehmen steht damit quasi sinnbildlich für das Geschäftsmodell der Fast Fashion, weshalb Eröffnungen neuer Filialen regelmäßig Proteste von Organisationen hervorrufen, die sich für faire Arbeitsbedingungen in der Bekleidungsindustrie engagieren. Um Alternativen für nachhaltigeren Konsum aufzuzeigen, wurden häufig öffentliche Kleidertauschpartys parallel zu Neueröffnung von Primark-Filialen abgehalten – beispielsweise in Münster (2017), Berlin (2018) und Bonn (2019).

### Verdeckte Öffentlichkeitsarbeit
Im November 2011 fiel das Unternehmen in Deutschland mit einer PR-Aktion für Journalisten auf. Medienvertreter erhielten bei der Eröffnung der Primark-Filiale in Hannover neben diversen Fanartikeln und Informationsmaterialien auch einen als „Geschenkkarte“ bezeichneten Einkaufsgutschein über 50 Euro. Das NDR-Medienmagazin Zapp bezeichnete dieses als „Schmieren-PR“ und kritisierte fehlende Kontaktmöglichkeiten für kritische Nachfragen auf der Primark-Website.

### Verbindung zum Gebäudeeinsturz in Sabhar
Im Jahr 2013 kam es in Bangladesch zum Einsturz einer Textilfabrik in Sabhar mit 1127 Toten und 2438 Verletzten. Auch Primark hatte dort produzieren lassen. Als Konsequenz zahlte Primark 6,5 Millionen Euro Hilfen an die Familien der Opfer und überlebende Arbeiter und richtete einen Fonds über weitere 725.000 Euro zur langfristigen Unterstützung ein. Die Kampagne für Saubere Kleidung, die UNI Global Union und IndustriALL veranschlagen 40 Millionen Dollar, um allen Betroffenen Unterstützung gewähren zu können, und prangern Zurückhaltung bei Unternehmen an. Im Ergebnis wurde das sogenannte Bangladesch-Abkommen unterzeichnet.

### Mutmaßliche Hilferufe in Kleiderschildern
Im Juni 2014 häuften sich die Meldungen, wonach eingenähte Zettel mit Hilferufen asiatischer Arbeitskräfte von Kunden entdeckt worden waren. Hierin beklagten die Arbeitskräfte unhaltbare Zustände bei der Herstellung der Bekleidung, bei der sie „gezwungen (werden), stundenlang bis zur Erschöpfung zu arbeiten“. Der Hersteller verwies auf den Umstand, dass das betroffene Kleidungsstück seit 2013 nicht mehr verkauft würde und man interne Untersuchungen anstrebe. Wenig später folgte die Veröffentlichung eines weiteren Etiketts mit entsprechendem Hilfeaufruf auf Twitter. Ende Juni veröffentlichte Primark das Ergebnis von Untersuchungen, wonach es sich bei zwei der bis dahin insgesamt drei gefundenen „Hilferufe“ mit hoher Wahrscheinlichkeit um Fälschungen handele.

### Primark in Wuppertal

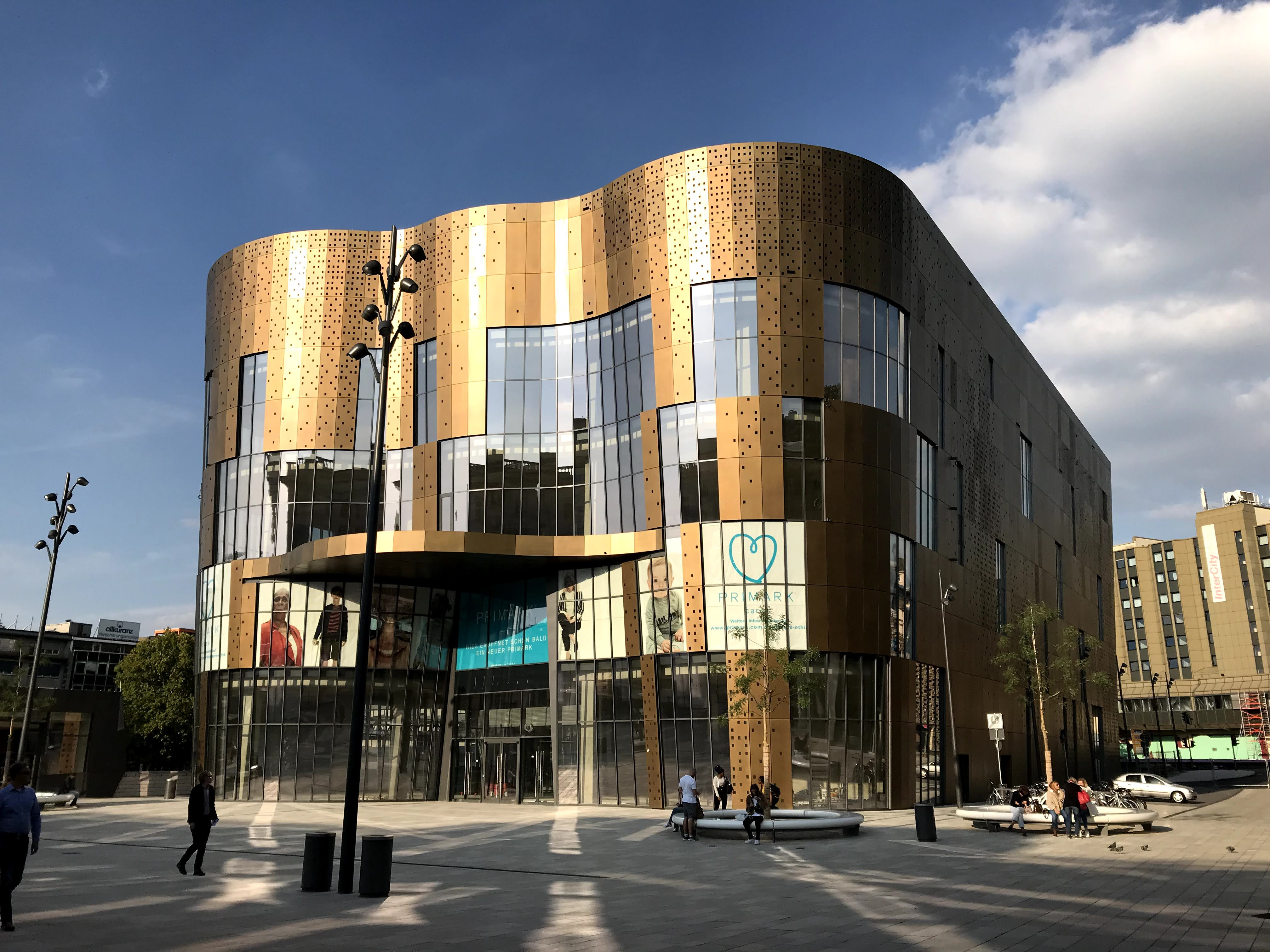
Primark in Wuppertal

In Wuppertal gründete sich Ende 2014 eine Bürgerinitiative namens „Kein Primark am Döppersberg“ (K-Pri), nachdem bekannt geworden war, dass der Textildiscounter einen Standort am Döppersberg plane. Die Initiative bemängelt die prominente Adresse – die Filiale wird direkt am Eingang der Stadt stehen – in Anbetracht der Historie der Stadt: Wuppertal war „Schauplatz eines der düstersten Kapitels der frühen Industriegeschichte“, und daher passe die „Billigmodenkette mit ihrer Wegwerfmentalität“ grundsätzlich nicht, ganz besonders „könne Primark [nun] nicht der Leuchtturm der Stadt werden.“ Bürgermeister Andreas Mucke legte den Kritikern als Lösungsansatz einen Boykott der Filiale nahe, da die Stadt keinen Einfluss auf die Eigentümerin der Immobilie habe, wem diese die fragliche Fläche vermiete. Grundsätzlich „begrüße er die Ansiedlung“ allerdings. Der Wuppertaler Stadtrat stimmte dem Bauvorhaben des Berliner Investors Signature Capital Mitte 2015 zu; die Bauarbeiten begannen im Herbst 2015. Der Markt wurde am 16. April 2019 eröffnet.

### Sklavenarbeit von Uiguren in Xinjiang, China
Forschende der Sheffield Hallam University, des Uigurischen Zentrums für Menschenrechte und des Uyghur Rights Monitors haben in den Jahren 2023 und 2024 recherchiert, dass Mode vieler Marken aus uigurischer Zwangsarbeit in die Märkte der Europäischen Union gelangt. Die Zeit identifiziert dabei insbesondere u. a. Primark als Profiteur der Zwangsarbeit.